# 勐岗区
勐岗区，旧译勐甘区，是缅甸佤邦南部地方行政管理委员会下辖的一个区，位于佤邦南部地区最东部。在缅甸官方区划中，勐岗隶属于掸邦孟萨县孟萨镇区。

## 行政区划
勐岗区下辖6乡：
- 勐塔朗乡
- 新懂乡
- 勐岗乡
- 新龙乡[3]
- 南京乡
- 王河乡